# Catalão
| Catalão                      | Catalão |
| ---------------------------- | --- |
|                              | |
| Wappen                       | Flagge |
| Wappen von Catalão           | Flagge von Catalão |
| Karten                       | |
|                              | |
| Basisdaten                   | |
| Staat:                       | Brasilien (BRA) |
| Bundesstaat:                 | Goiás (GO) |
| Mesoregion:                  | Süd-Goiás |
| Mikroregion:                 | Catalão |
| Nachbargemeinden:            | Campo Alegre de Goiás, Paracatu (MG), Guarda-Mor (MG), Coromandel, Davinópolis, Ouvidor, Três Ranchos, Cascalho Rico (MG), Araguari (MG), Cumari, Goiandira, Ipameri |
| Distanz zu Goiânia:          | 253 km |
| Geografische Lage:           | 18° 10′ S, 47° 57′ W |
| Zeitzone:                    | UTC-3 Sommer: UTC-2 |
| Fläche:                      | 3.777,652 km² |
| Einwohner:                   | 86.597 |
| Bevölkerungsdichte:          | 22,9 Einwohner / km² |
| Höhe:                        | 835 m |
| Postleitzahl (CEP):          | 75700-000 |
| Telefonvorwahl:              | +55 64 |
| Adresse der Stadtverwaltung: | Prefeitura Municipal de Catalão Rua Nassim Agel, 505 - Centro Catalão - Goiás CEP: 75701-050                                                                         |
| Offizielle Webseite:         | catalao.go.gov.br |
| Jahrestag:                   | 20. August |
| Gründungsjahr:               | 1833 |

Catalão ist eine Gemeinde (município) im zentralen Bundesstaat Goiás in Brasilien. Catalão befindet sich in der Mesoregion Süd-Goiás und der Mikroregion Catalão.
Catalão liegt in der Nähe des Emborcação-Stausees. Im Ort befindet sich ein Montagewerk für Fahrzeuge der Marke Mitsubishi Motors und eine Fabrik von John Deere.

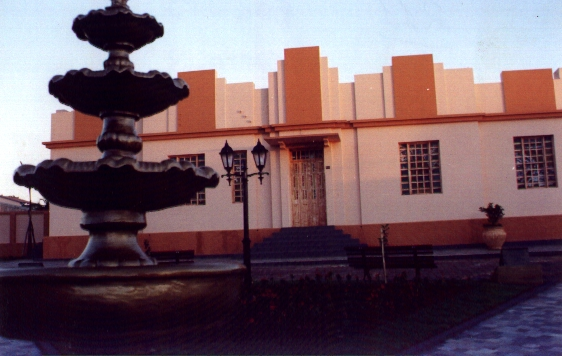
Museum Cornélio Ramos
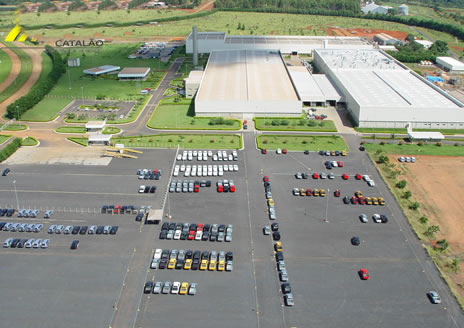
Parkplatz des örtlichen Mitsubishi Montagewerkes
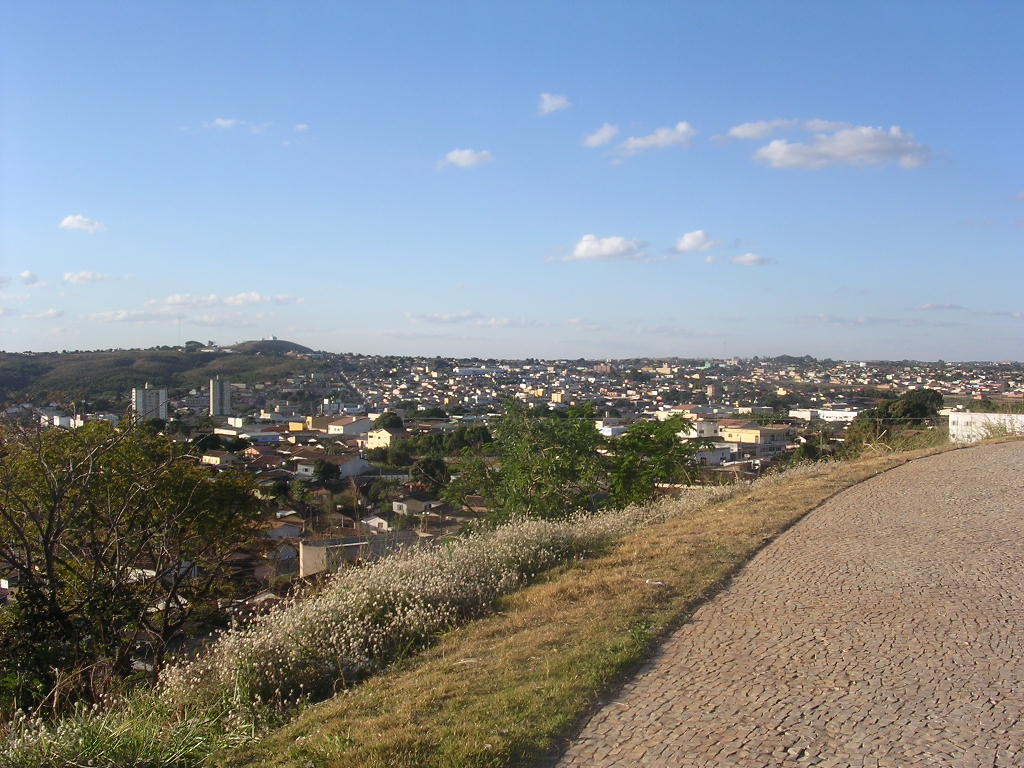
Panoramaansicht des Ortes
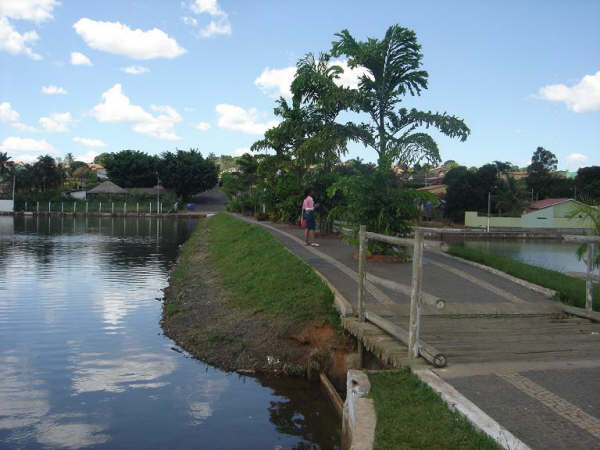
Represa do Monsenhor Souza
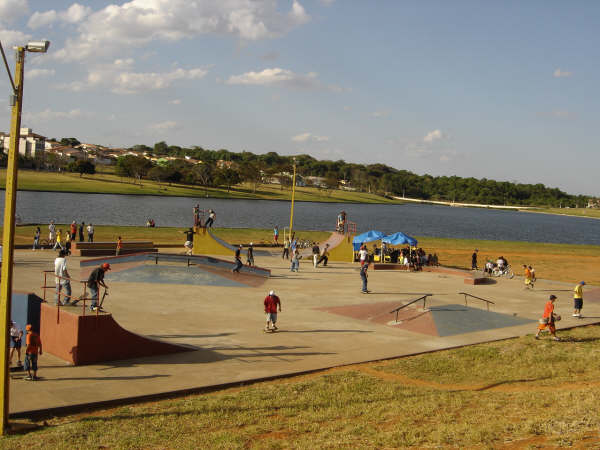
Spiel- und Sportplatz an einem künstlichen See
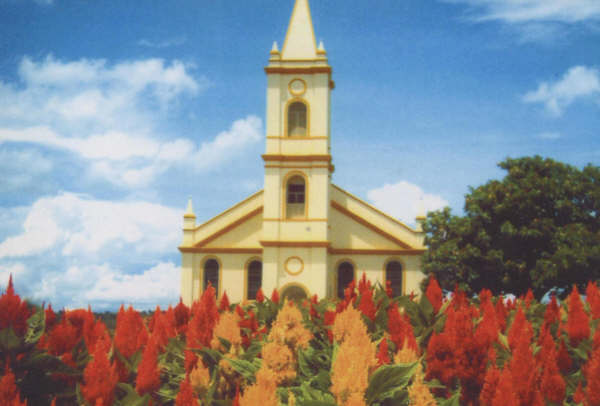
Kirche Dom Bosco (20. Jahrhundert)
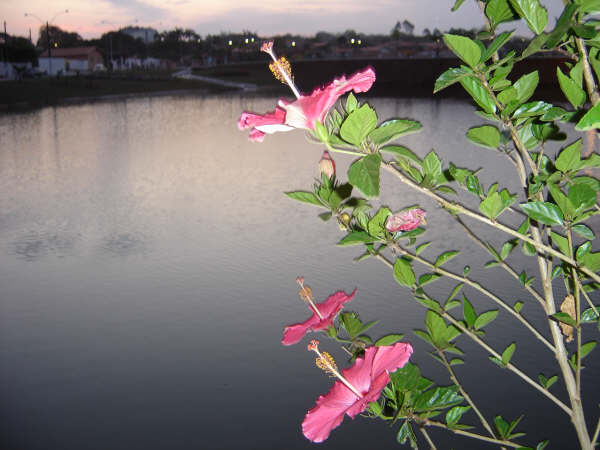
Abendlicher Blick über den See auf den Ort, mit Blüte im Vordergrund